# Huayacocotla
Huayacocotla es una localidad mexicana situada en el estado de Veracruz, cabecera del municipio homónimo.

## Toponimia
El nombre de Huayacocotla proviene de los vocablos de origen náhuatl “Hueye” (grande); "Ocotl"(palo integrado de resina que enciende rápidamente) haciendo referencia a una especie de pino que abunda en la región.

## Historia

### Época prehispánica
Los primeros habitantes fueron de origen Huasteco o huaxtecas como también se les llama, ellos estaban emparentados con los mayas y quedaron aislados durante siglos, hasta al final del horizonte clásico de 600 a 700 d. C. pudieron establecer un intercambio importante de información con los pueblos mesoamericanos porque su arquitectura y escultura notaron una notable revolución.

### Época novohispana
En 1565 existían aproximadamente 2000 tributarios en Huayacocotla, las epidemias y las guerras fueron constantes y por esa razón en 1640 hubo movilizaciones a Chicontepec y al pueblo de Tutotepec (Estado de Hidalgo).
La llegada de los españoles fue en 1550 cuando el Conde de Regla teniendo conocimiento del lugar, envió al prior del convento de Atotonilco Fray Alonso de Borja Monje de la orden de los Agustinos a evangelizar a los pobladores quien dándose cuenta de la hospitalidad y buena voluntad de éstos por conocer la nueva religión, inició la construcción del Templo en 1565 bajo la supervisión de otro fraile Agustino llamado Fray Juan Pérez; durante su construcción se registraron sucesos epidemiológicos que hicieron suspender su construcción y fue hasta el año de 1673 cuando se concluyó.
En su época de esplendor colonial, varios nobles españoles entre los que se incluía el Conde de Vaquerías, trataron de adueñarse de Huayacocotla, sin embargo era el Conde de Regla quien cobraba el impuesto de la alcabala (tributo fiscal) a todos aquellos que transportaban mercancías a la nueva España por medio de numerosas recuas de mulas; fue así como en Huayacocotla se empezaron a avecindar ricas familias de españoles atraídos por sus riquezas Naturales y cercanía con la Nueva España.
Posteriormente se inició la industrialización de la resina de los pinos, se establecieron grandes y prestigiados sastres, aprovechando la necesidad de los ricos alcabaleros y dueños de grandes mesones. 

### México independiente
Por decreto de 1875 se erigió como municipio al pueblo de Zacualpan, segregándolo de Huayacocotla. Aprovechando la necesidad de los ricos alcabaleros y dueños de grandes mesones que albergaban las recuas de bestias de carga, también había artesanos que labraban la cantera para los pilares de las casas y comerciantes que utilizaban el trueque.
Por decreto número veintiséis de fecha veintisiete de mayo de 1881 el pueblo de Huayacocotla adquirió la categoría de Villa. El comercio y en baja escala la ganadería de clases lanar y porcina fueron sostén de la economía de este municipio.
En 1877 la cabecera del cantón de Chicontepec, se traslada a Huayacocotla. Por decreto n.º 26 de fecha 27 de mayo de 1881, el pueblo de Huayacocotla adquirió la categoría de Villa.

### México contemporáneo
En 1946 se expande la producción de manzano y pera selectos que le dan fama en la región, en 1948 se inició la explotación de la madera de manera indiscriminada y sin control, al grado de acabar con grandes extensiones de bosque.
En 1975 fue la fecha en que el Instituto Nacional Indigenista (hoy CDI) crea el centro coordinador indigenista para dar atención a la población nahuatl con acciones de infraestructura, salud, educación, proyectos productivos, comercizaliacion, justicia, cultura y capacitación.
El 29 de septiembre de 1979, por decreto No 394, se determina la composición edilicia del ayuntamiento de Huayacocotla del municipio del mismo nombre; el decreto 101, del 3 de marzo de 1982, dicta que para el trienio 1982-1985 el municipio de Huayacocotla se integrará de un Presidente, un síndico Único y dos Regidores.

#### Veda forestal
Hace muchos años el ejido trabajo con contratistas madereros y durante casi 15 años se dio una explotación irracional que solo beneficio a los contratistas. Las concesión se suspendió por la Veda Nacional en 1952 que perjudicó considerablemente las condiciones de los bosques y selvas de México. Durante la veda se trabajó en la elaboración de carbón vegetal y “tejamanil” (tabloncito para tejado de viviendas, típico de la región), para venderlo en el mercado local y cubrir sus necesidades básicas.
En marzo de 1978 se pronunció el Decreto Presidencial por medio del cual se levantó la Veda Forestal Nacional. El 11 de diciembre de 1978, estando en funciones el Lic. Rafael Hernández Ochoa, como Gobernador Constitucional del estado de Veracruz, en acto público realizado en el Ejido La Selva, derribó el 1.er árbol para dar inicio a los aprovechamientos forestales autorizados y regulados por el Gobierno Federal.
El 23 de agosto de 1978, la Secretaría de Agricultura y Recursos Hidráulicos (SARH) a través de la Subsecretaría Forestal y de la Fauna (SFF), considerando la documentación legal que lo acredita como Ejido, entregó la primera autorización de aprovechamiento forestal maderable en el estado de Veracruz al Ejido La Selva, para aprovechar organizadamente el bosque ejidal, autorizándole un volumen de 12,000 m³ rollo de pino y 2,000 m³ rollo de encino.

##### Premio al Mérito Forestal
El Ejido La Selva, como pionero en la actividad forestal en el Estado de Veracruz, en abril de 1991, se obtuvo el Premio al Mérito Nacional Forestal 1990, otorgado por la Secretaría de Agricultura y Recursos Hidráulicos (SARH), signado por el Prof. Carlos Hank González, Secretario de Agricultura (en 1991). Dicho premio representa la dedicación y organización que el Ejido la Selva tiene para realizar sus trabajos en el bosque de su propiedad.

## Técnicas de construcción de habitaciones familiares
Las viviendas se construían con paredes de morillos gruesos en el Templo Parroquial a principios del siglo XX. y en casas sobre la Calle principal en 1939, colocándose unos sobre otros y aplicándoseles lodo mezclado con hierba, que al secarse se convertía en una pared térmica tanto del calor como de los fríos del invierno; los techos eran de dos aguas a una altura que sobrepasaba los 2.50 metros, cubiertos por madera llamada tablón o tejamanil; entre las vigas que formaban el armazón y la punta del techo existía un hueco que utilizaban para guardar el maíz o semillas que cosechaban.